# 得瑞口岸
13°09′27″N 107°32′35″E / 13.157556°N 107.543159°E
得瑞口岸，是越南多樂省亚苏县亚崩乡的一个边境口岸。该口岸与柬埔寨蒙多基里省的支蔑口岸相接，位于邦美蜀市西北约120公里处，毗邻柬埔寨蒙多基里省戈涅县。